# Prima Ligă Muntenegreană
Prima ligă a Muntenegrului (limba sârbă: Prva crnogorska fudbalska liga) denumit Meridianbet 1. CFL din motive de sponsorizare, este cea mai importantă competiție fotbalistică din Muntenegru. 10 echipe participă în această competiție, campioana calificându-se pentru preliminariile Ligii Campionilor. Echipa de pe locul secund și câștigătoarea cupei, evoluează în tururile preliminarii ale Ligii Europa. Echipa clasată pe ultimul loc retrogradează direct în Liga a II-a din Muntenegru, iar următoarele două echipe cel mai slab clasate joacă în barajul pentru Liga I muntenegreană.

## Clasamentul UEFA
Coeficientul UEFA în 2013
- 38  (40)  Superliga (Kazahstan)
- 39  (38)  Virslīga
- 40  (41)  Landsbankadeild
- 41  (42)  Prima Ligă (Muntenegru)
- 42  (39)  Prima Ligă (Macedonia)
- 43  (44)  Kategoria superiore
- 44  (45)  Prima Ligă Malteză

## Cluburile din sezonul 2024-2025
| Echipa            | Oraș         | Locul în editia 2023-2024 | Primul sezon în prima ligă | Stadion                         | Site web                                                        |
| ----------------- | ------------ | ------------------------- | -------------------------- | ------------------------------- | --------------------------------------------------------------- |
| Arsenal           | Tivat        | 4                         |                            | Stadion u Parku (2,000)         | fk-arsenal.me                                                   |
| FK Bokelj         | Kotor        | 1 în Liga Secundă         | 2007–08                    | Stadion pod Vrmcem (5,000)      |                                                                 |
| FK Budućnost      | Podgorica    | 3                         | 1946–47                    | Stadion pod Goricom (15,230)    | fk-buducnost.me                                                 |
| FK Dečić          | Tuzi         | 1                         | 2006–07                    | Tuško polje (3,000)             |                                                                 |
| FK Jezero         | Plav         | 5                         |                            | Stadion pod Racinom (2,500)     |                                                                 |
| FK Jedinstvo      | Bijelo Polje | 8                         | 2005–06                    | Gradski stadion (5,000)         |                                                                 |
| FK Mornar         | Bar          | 2                         |                            | Stadion Toplica (2,500)         | fkmornarbar.me                                                  |
| FK Otrant-Olympic | Ulcinj       | 2 în Liga Secundă         |                            | Stadion Olympic (1,500)         |                                                                 |
| OFK Petrovac      | Petrovac     | 6                         | 2006–07                    | Stadion pod Malim brdom (1,630) | ofkpetrovac.com                                                 |
| FK Sutjeska       | Nikšić       | 4                         | 1964–65                    | Stadion kraj Bistrice (5,214)   | fksutjeska.me Arhivat în 19 octombrie 2013, la Wayback Machine. |

## Campioane

### Anuale
- 2006-07 - FK Zeta
- 2007-08 - Budućnost Podgorica
- 2008-09 - FK Mogren
- 2009-10 - FK Rudar
- 2010-11 - FK Mogren
- 2011-12 - Budućnost Podgorica
- 2012-13 - Sutjeska Nikšić
- 2013-14 - Sutjeska Nikšić
- 2014-15 - FK Rudar
- 2015-16 - FK Mladost
- 2016-17 - Budućnost Podgorica
- 2017-18 - Sutjeska Nikšić
- 2018-19 - Sutjeska Nikšić
- 2019-20 - Budućnost Podgorica
- 2020-21 - Budućnost Podgorica
- 2021-22 - Sutjeska Nikšić
- 2022-23 - Budućnost Podgorica
- 2023-24 - FK Dečić

### Performanța cluburilor
| Club                | Titluri | Vice-campioană | Anul                                                 |
| ------------------- | ------- | -------------- | ---------------------------------------------------- |
| Budućnost Podgorica | 6       | 9              | 2007–08, 2011–12, 2016–17, 2019–20, 2020–21, 2022–23 |
| Sutjeska Nikšić     | 5       | 4              | 2012–13, 2013–14, 2017–18, 2018–19, 2021–22          |
| FK Rudar            | 2       | 1              | 2009–10, 2014–15                                     |
| FK Mogren           | 2       | 0              | 2008-09, 2010–11                                     |
| FK Zeta             | 1       | 2              | 2006-07                                              |
| FK Mladost          | 1       | 0              | 2015–16                                              |
| FK Dečić            | 1       | 0              | 2023–24                                              |
| FK Lovćen           | 0       | 1              |                                                      |
| FK Mornar           | 0       | 1              |                                                      |

## Golgheteri

### După sezon
- 2006-07 16 goluri -  Damir Čakar (FK Rudar)
- 2007-08 13 goluri -  Ivan Jablan (Lovćen Cetinje)
- 2008-09 18 goluri -  Fatos Bećiraj (Budućnost Podgorica)